# Малеме
Малеме (грец. Μάλεμε) — невелике село та військове летовище в муніципалітеті Платаніас в Греції, на північному заході периферії Крит. Населений пункт знаходиться на відстані 16 км на захід від адміністративного центру міста Ханья.
У селі є певна кількість великих готелів та окремих апартаментів поблизу морського узбережжя, а також кафе і бари. Відоме за кришталево чисті пляжі з гальки та величні краєвиди острову Тодоро і Колумбарі.
З історичної точки зору населений пункт став відомим після проведення німцями повітряно-десантної операції на острів Крит, коли аеродром поблизу Малеме став однією з ключових зон висадки повітряного десанту у травні 1941 року.